# Europese kampioenschappen schaatsen 2011
De Europese kampioenschappen schaatsen allround 2011 voor mannen en vrouwen werden van 7 tot en met 9 januari verreden op de onoverdekte Arena Ritten in Collalbo. Het was na de EK’s van 2001 (in Baselga di Pinè) en 2007 (ook in Collabo) voor de derde keer dat dit schaatsevenement in Italië plaatsvond.
Oorspronkelijk werd het EK toegewezen aan het Olympia Eisstadion in Innsbruck, maar op 16 februari 2010 werd bekend dat de organisatie het budget niet rond kon krijgen en de organisatie aan de ISU teruggaf.
Van de beide titelhouders, Sven Kramer en Martina Sáblíková, verdedigde alleen Sáblíková haar titel. Beide wonnen ook de Europese titel in 2007 in Collalbo die voor beide hun eerste Europese titel was.
Bij de mannen volgde Ivan Skobrev Kramer op als Europees kampioen en werd daarmee de tweede Rus na het uiteenvallen van de Sovjet-Unie die de titel veroverde. Dmitri Sjepel behaalde de titel in 2001 op de eveneens onoverdekte IJsbaan van Baselga di Pinè. Met de drie titels van Nikolaj Stroennikov (1910, 1911) en Vasili Ippolitov (1913) die het Keizerrijk Rusland vertegenwoordigden was het de vijfde Russische titel (en de 15e als de tien titels van de Sovjet-Unie meegeteld worden). Het was voor Skobrev zijn tweede podium plaats, in 2010 werd hij derde.
De Tsjechische Sáblíková prolongeerde haar titel en werd voor de derde keer Europees kampioene. Ze nam voor de vijfde opeenvolgende keer plaats op het eindpodium, in 2008 en 2009 werd ze derde.
WK kwalificatie
Vanaf de editie van 1999 is het aantal deelnemers aan het WK allround door de ISU op 24 vastgesteld. De startplaatsen werden voortaan per continent verdeeld. Voor Europa geldt het EK allround tevens als kwalificatietoernooi voor het WK allround. Voor de Azië en Noord-Amerika & Oceanië worden er sinds 1999 speciale kwalificatietoernooien georganiseerd.
In 2011 mochten er uit Europa vijftien mannen en veertien vrouwen deelnemen aan het WK allround.

## Startplaatsen
Elk Europees ISU-lid had het recht om een deelnemer in te schrijven, mits aan vastgestelde tijdslimieten was voldaan (6.48,00 bij de mannen op de 5000 meter, 4.24,00 bij de vrouwen op de 3000 meter in het huidige of vorige seizoen geklokt). Extra startplaatsen werden behaald op basis van de klasseringen op het EK van 2010.
|         | 4         | 3                                              | 2                                        |
| ------- | --------- | ---------------------------------------------- | ---------------------------------------- |
| Mannen  | Nederland | Italië, Noorwegen, Polen, Zweden *             | Duitsland, Frankrijk, Letland *, Rusland |
| Vrouwen | Nederland | Duitsland, Noorwegen, Polen, Rusland, Tsjechië | Oostenrijk *                             |

* Bij de mannen schreven Letland en Zweden en bij de vrouwen Oostenrijk ieder een deelnemer minder in.

## Mannen

### Deelname
De mannen streden voor de 108e keer om de Europese titel (inclusief de twee kampioenschappen van voor de oprichting van de ISU). Negenentwintig deelnemers uit zestien landen namen aan dit kampioenschap deel.
Van de Nederlandse deelnemers vergezelden Jan Blokhuijsen (2e) en Koen Verweij (3e) Europees kampioen Skobrev op het erepodium, voor beide was het de eerste keer. Wouter Olde Heuvel eindigde als vierde en Renz Rotteveel als elfde in het eindklassement.
De debuterende Bart Swings wist zich niet te plaatsen voor de slotafstand maar slaagde er met de 19e plaats in het eindklassement wel in een tweede startplaats voor België voor het EK van 2012 te bemachtigen. Hij was de twaalfde Belg -inclusief Bart Veldkamp en André Vreugdenhil- die sinds 1926 aan het EK (voor mannen) deelnam.

### Afstandpodia
| Afstand | Goud                | Zilver             | Brons              |
| ------- | ------------------- | ------------------ | ------------------ |
| 500m    | Konrad Niedźwiedzki | Jan Blokhuijsen    | Koen Verweij       |
| 5000m   | Ivan Skobrev        | Koen Verweij       | Wouter Olde Heuvel |
| 1500m   | Håvard Bøkko        | Ivan Skobrev       | Wouter Olde Heuvel |
| 10.000m | Ivan Skobrev        | Wouter Olde Heuvel | Jan Blokhuijsen    |

### Eindklassement
Na de eerste dag (500 en 5000 meter) mochten enkel de 24 best geklasseerde schaatsers op de 1500 meter starten die op de tweede dag werd verreden. Aan de afsluitende 10.000 meter op de derde dag mochten twaalf schaatsers deelnemen.
| Rang   | Schaatsster           | Land        | 500m          | 5000m        | 1500m          | 10.000m         | Punten     |
| ------ | --------------------- | ----------- | ------------- | ------------ | -------------- | --------------- | ---------- |
| Goud   | Ivan Skobrev          | Rusland     | 36,67 (5)     | 6.30,01 (1)  | 1.52,52 (2)    | 13.39,80 (1)    | 154,167    |
| Zilver | Jan Blokhuijsen       | Nederland   | 36,33 (2)     | 6.32,21 (4)  | 1.52,95 (5)    | 13.41,45 (3)    | 154,273    |
| Brons  | Koen Verweij          | Nederland   | 36,56 (3)     | 6.30,49 (2)  | 1.53,07 (6)    | 13.47,79 (4)    | 154,688    |
| 4      | Wouter Olde Heuvel    | Nederland   | 37,12 (9)     | 6.31,14 (3)  | 1.52,72 (3)    | 13.40,18 (2)    | 154,816    |
| 5      | Håvard Bøkko          | Noorwegen   | 36,65 (4)     | 6.32,70 (5)  | 1.52,12 (1)    | 13.51,16 (5)    | 154,851    |
| 6      | Sverre Lunde Pedersen | Noorwegen   | 37,17 (10) pr | 6.38,12 (7)  | 1.53,85 (8)    | 14.16,16 (6) pr | 157,495 pr |
| 7      | Alexis Contin         | Frankrijk   | 37,76 (17)    | 6.39,08 (8)  | 1.53,99 (9)    | 14.16,62 (7)    | 158,495    |
| 8      | Konrad Niedźwiedzki   | Polen       | 36,04 (1)     | 6.54,67 (17) | 1.54,06 (12)   | 14.30,75 (10)   | 159,064    |
| 9      | Pavel Bajnov          | Rusland     | 36,96 (6) pr  | 6.49,74 (15) | 1.53,76 (7)    | 14.25,72 (9)    | 159,140    |
| 10     | Henrik Christiansen   | Noorwegen   | 38,20 (22)    | 6.41,21 (9)  | 1.54,62 (14)   | 14.17,24 (8)    | 159,389    |
| 11     | Renz Rotteveel        | Nederland   | 37,37 (13)    | 6.37,51 (6)  | 1.55,90 (23)   | 14.33,83 (11)   | 159,445    |
| NC12   | Enrico Fabris         | Italië      | 37,23 (11)    | 6.43,06 (10) | 1.54,69 (16)   | t.z.t. *        | 115,766    |
| NC13   | Zbigniew Bródka       | Polen       | 37,05 (8)     | 6.56,02 (20) | 1.52,89 (4)    |                 | 116,282    |
| NC14   | Robert Lehmann        | Duitsland   | 37,28 (12)    | 6.48,57 (13) | 1.55,18 (21)   |                 | 116,530    |
| NC15   | Joel Eriksson         | Zweden      | 36,98 (7)     | 6.55,11 (19) | 1.54,14 (13)   |                 | 116,537    |
| NC16   | Haralds Silovs        | Letland     | 37,38 (14)    | 6.48,64 (14) | 1.55,03 (20)   |                 | 116,587    |
| NC17   | Luca Stefani          | Italië      | 37,79 (19)    | 6.47,71 (11) | 1.54,83 (17)   |                 | 116,837    |
| NC18   | Roland Cieślak        | Polen       | 38,02 (21)    | 6.51,85 (16) | 1.54,83 (17)   |                 | 117,481    |
| NC19   | Bart Swings           | België      | 38,97 (26) pr | 6.48,09 (12) | 1.53,99 (9) pr |                 | 117,775    |
| NC20   | Vitalij Michajlov     | Wit-Rusland | 37,43 (15)    | 7.00,63 (25) | 1.54,88 (19)   |                 | 117,786    |
| NC21   | Tobias Schneider      | Duitsland   | 37,81 (20)    | 6.57,58 (21) | 1.54,68 (15)   |                 | 117,794    |
| NC22   | Milan Sáblík          | Tsjechië    | 37,75 (16)    | 6.58,24 (23) | 1.55,30 (22)   |                 | 118,007    |
| NC23   | Benjamin Macé         | Frankrijk   | 38,46 (24) pr | 6.59,31 (24) | 1.54,05 (11)   |                 | 118,407    |
| NC24   | Marco Cignini         | Italië      | 38,45 (23)    | 6.55,04 (18) | 1.56,96 (24)   |                 | 118,940    |
| NC25   | Roger Schneider       | Zwitserland | 39,32 (27)    | 6.57,60 (22) |                |                 | 81,080     |
| NC26   | Daniel Friberg        | Zweden      | 37,76 (17)    | 7.13,82 (28) |                |                 | 81,142     |
| NC27   | Christian Pichler     | Oostenrijk  | 39,36 (28)    | 7.02,42 (27) |                |                 | 81,602     |
| NC28   | Marian Christian Ion  | Roemenië    | 39,59 (29)    | 7.01,23 (26) |                |                 | 81,713     |
| NC29   | Niko Räsänen          | Finland     | 38,92 (25)    | 7.24,57 (29) |                |                 | 83,377     |

*  t.z.t. = trok zich terug
De eerste vijftien schaatsers bezorgden hun land een startplek op de Wereldkampioenschappen schaatsen allround 2011. Dit betekende dat op het WK voor Nederland vier schaatsers uitkwamen, drie voor Noorwegen, twee voor Polen en Rusland en voor Duitsland, Frankrijk, Italië en Zweden één schaatser.
De startplaatsen voor de Europese kampioenschappen schaatsen 2012 werden eveneens bepaald aan de hand van bovenstaand klassement. Landen met minstens drie schaatsers bij de eerste twaalf verdienden vier startplaatsen, landen met minstens twee schaatsers bij de eerste zestien drie startplaatsen, en landen met minstens één schaatser bij de eerste twintig twee startplaatsen. Alle overige Europese ISU leden hebben het recht één schaatsster af te vaardigen (onder voorbehoud dat aan gestelde tijdlimieten wordt voldaan).
4 startplaatsen: Nederland en Noorwegen
3 startplaatsen: Polen en Rusland
2 startplaatsen: België, Duitsland, Frankrijk, Italië, Letland, Wit-Rusland en Zweden

## Vrouwen

### Deelname
De vrouwen streden voor de 36e keer om de Europese titel. Drieëntwintig deelneemsters, waaronder vijf debutanten, uit tien landen namen aan dit kampioenschap deel. De vrouwen schaatsten een ‘traditioneel’ kampioenschap over twee dagen door middel van de 500 en 3000 meter op zaterdag en de 1500 en 5000 meter op zondag. Aan de afsluitende 5000 meter mochten twaalf schaatssters deelnemen.
Van de vier Nederlandse schaatssters nam ook nummer twee Ireen Wüst bij haar zevende deelname voor de vijfde keer op het eindpodium plaats na 2006 (3e), 2007 (2e), 2008 (1e) en 2010 (2e). Marrit Leenstra op de derde plaats nam voor het eerst plaats op het eindpodium. Diane Valkenburg en Jorien Voorhuis eindigden respectievelijk op de 4e en 5e plaats.

### Afstandpodia
Van de Nederlandse deelneemsters behaalden Ireen Wüst, Marrit Leenstra en Diane Valkenburg op dit kampioenschap podiumplaatsen. Wüst bracht haar aantal tot veertien stuks (6-6-2) middels de tweede plaats op de 3000 en 5000 meter en de eerste plaats op de 1500 meter. Leenstra werd tweede op de 500 meter en derde op de 3000 en 1500 meter. Valkenburg werd derde op de 5000 meter.
Europees kampioene Martina Sáblíková won dit jaar de 3000 en 5000 en werd tweede op de 1500 meter en bracht haar totaal bij haar achtste deelname op dit kampioenschap tot dertien podiumplaatsen (10-1-2). Haar landgenote Karolína Erbanová won net als in 2010 de 500 meter. Jekaterina Lobysjeva behaalde na haar twee eerste plaatsen in 2006 en 2008 en derde plaats in 2008 wederom de derde plaats op de 500 meter.
| Afstand | Goud              | Zilver            | Brons                |
| ------- | ----------------- | ----------------- | -------------------- |
| 500m    | Karolína Erbanová | Marrit Leenstra   | Jekaterina Lobysjeva |
| 3000m   | Martina Sáblíková | Ireen Wüst        | Marrit Leenstra      |
| 1500m   | Ireen Wüst        | Martina Sáblíková | Marrit Leenstra      |
| 5000m   | Martina Sáblíková | Ireen Wüst        | Diane Valkenburg     |

### Eindklassement
Achter de naam tussen haakjes het aantal EK deelnames.
| Rang   | Schaatsster              | Land        | 500m                 | 3000m        | 1500m        | 5000m        | Punten     |
| ------ | ------------------------ | ----------- | -------------------- | ------------ | ------------ | ------------ | ---------- |
| Goud   | Martina Sáblíková (8)    | Tsjechië    | 40,31 (5)            | 4.11,36 (1)  | 2.00,37 (2)  | 7.07,78 (1)  | 165,104    |
| Zilver | Ireen Wüst (7)           | Nederland   | 40,49 (6)            | 4.13,40 (2)  | 1.59,61 (1)  | 7.18,70 (2)  | 166,463    |
| Brons  | Marrit Leenstra (2)      | Nederland   | 39,98 (2)            | 4.17,66 (3)  | 2.00,95 (3)  | 7.28,06 (6)  | 168,045    |
| 4      | Diane Valkenburg (2)     | Nederland   | 41,05 (10)           | 4.19,51 (4)  | 2.01,49 (4)  | 7.24,69 (3)  | 169,266    |
| 5      | Jorien Voorhuis (2)      | Nederland   | 40,56 (7)            | 4.21,03 (6)  | 2.02,04 (5)  | 7.28,48 (7)  | 169,594    |
| 6      | Jekaterina Lobysjeva (5) | Rusland     | 40,13 (3)            | 4.24,08 (8)  | 2.02,70 (6)  | 7.36,44 (10) | 170,687    |
| 7      | Mari Hemmer (4)          | Noorwegen   | 41,71 (14)           | 4.20,95 (5)  | 2.05,86 (14) | 7.26,62 (4)  | 171,816    |
| 8      | Ida Njåtun (2)           | Noorwegen   | 40,75 (9)            | 4.24,29 (10) | 2.05,45 (12) | 7.35,37 (9)  | 172,151    |
| 9      | Luiza Złotkowska (5)     | Polen       | 41,20 (12)           | 4.25,15 (12) | 2.04,43 (11) | 731,48 (8)   | 172,350 pr |
| 10     | Karolína Erbanová (3)    | Tsjechië    | 39,29 (1)            | 4.31,54 (19) | 2.03,87 (7)  | 7.56,37 (12) | 173,476    |
| 11     | Anna Rokita (7)          | Oostenrijk  | 41,98 (15)           | 4.23,21 (7)  | 2.09,82 (19) | 7.27,40 (5)  | 173,861    |
| 12     | Joelia Skokova (3)       | Rusland     | 40,27 (4)            | 4.31,43 (18) | 2.04,05 (8)  | 7.53,77 (11) | 174,237    |
| NC13   | Hege Bøkko (3)           | Noorwegen   | 40,56 (7)            | 4.30,13 (17) | 2.04,85 (10) |              | 127,197    |
| NC14   | Isabell Ost (2)          | Duitsland   | 42,16 (18)           | 4.24,98 (11) | 2.05,58 (13) |              | 128,183    |
| NC15   | Jennifer Bay             | Duitsland   | 42,08 (17)           | 4.24,15 (9)  | 2.07,01 (16) |              | 128,441    |
| NC16   | Karolina Domańska-Ksyt   | Polen       | 41,52 (13)           | 4.32,93 (20) | 2.06,90 (15) |              | 129,308    |
| NC17   | Natalia Czerwonka (2)    | Polen       | 41,15 (11)           | 4.29,46 (14) | 2.10,04 (20) |              | 129,406    |
| NC18   | Bente Kraus              | Duitsland   | 43,20 (21)           | 4.29,49 (15) | 2.09,10 (18) |              | 131,148    |
| NC19   | Kateřina Novotná         | Tsjechië    | 42,27 (20)           | 4.36,10 (21) | 2,09,00 (17) |              | 131,285    |
| NC20   | Tatjana Michajlova       | Wit-Rusland | 41,98 (15)           | 4.38,82 (22) | 2.10,17 (21) |              | 131,840    |
| NC21   | Cathrine Grage (6)       | Denemarken  | 44,55 (22)           | 4.28,66 (13) | 2.12,30 (22) |              | 133,426    |
| NC22   | Ágota Tóth (5)           | Hongarije   | 42,55 (19)           | 4.43,83 (23) | 2.15,28 (23) |              | 134,648    |
| NC23   | Jekaterina Sjichova (3)  | Rusland     | 1.02,73 (23) (+ val) | 4.29,59 (16) | 2.04,40 (9)  |              | 149,127    |

De eerste veertien schaatssters bezorgden hun land een startplek op de Wereldkampioenschappen schaatsen allround 2011. Dit betekende dat op het WK Nederland met vier schaatssters uitkwam, Noorwegen met drie, Rusland en Tsjechië elk met twee en Duitsland, Oostenrijk en Polen met één schaatsster.
De startplaatsen voor de Europese kampioenschappen schaatsen 2012 worden eveneens bepaald aan de hand van bovenstaand klassement. Landen met minstens drie schaatssters bij de eerste twaalf verdienden vier startplaatsen, landen met minstens twee schaatssters bij de eerste zestien verdienden drie startplaatsen, en landen met minstens één schaatsster bij de eerste twintig verdienden twee startplaatsen. Alle overige Europese ISU leden hebben het recht één schaatsster af te vaardigen (onder voorbehoud dat aan gestelde tijdlimieten wordt voldaan).
4 startplaatsen: Nederland
3 startplaatsen: Duitsland, Noorwegen, Polen, Rusland en Tsjechië
2 startplaatsen: Oostenrijk, Wit-Rusland